# Велинград (община)
Велинград (болг. Община Велинград) — община в Болгарии. Входит в состав Пазарджикской области. Население составляет 45 803 человека (на 21.07.05 г.).
Кметом общины с 2007 по 2011 год был Иван Георгиев Лебанов — призёр Олимпийских игр 1980 года (Зимние Олимпийские игры в Лейк-Плэсиде), победил во II туре выборов 2007 года, где участвовал как независимый кандидат.

## Состав общины
В состав общины входят следующие населённые пункты:
1. Абланица
2. Алендарова
3. Биркова
4. Бозёва
5. Бутрева
6. Велинград
7. Враненци
8. Всемирци
9. Горна-Биркова
10. Горна-Дыбева
11. Грашево
12. Долна-Дыбева
13. Драгиново
14. Кандови
15. Крыстава
16. Медени-Поляни
17. Пашови
18. Побит-Камык
19. Рохлева
20. Света-Петка
21. Сырница
22. Цветино
23. Чолакова
24. Юндола